# Élections législatives de 1956 dans le territoire du Niger
Les élections législatives de 1956 dans le Territoire du Niger sont des élections françaises qui ont eu lieu le 2 janvier 1956  dans le Territoire du Niger dans le cadre des élections législatives françaises de 1956, sous la IVe République.
Ce sont les dernières élections législatives de la Quatrième république, après les élections de novembre 1946 et de juin 1951.

## Mode de scrutin
L'Assemblée nationale est composée de 626 sièges pourvus au scrutin proportionnel plurinominal suivant la règle de la plus forte moyenne, sans panachage.
Dans le Territoire du Niger, deux députés sont à élire.

## Élus
| Député sortant         | Parti | Parti      | Député élu ou réélu    | Parti | Parti          |
| ---------------------- | ----- | ---------- | ---------------------- | ----- | -------------- |
| Georges Mahaman Condat |       | BAN (UDSR) | Georges Mahaman Condat |       | BAN (UDSR)     |
| Ikhia Zodi             |       | UNIS (IOM) | Hamani Diori           |       | PPN-RDA (UDSR) |

## Résultats

### Résultats à l'échelle du territoire
| Parti    | Parti          | Tête de liste          | Résultats | Résultats | Sièges |  |
| Parti    | Parti          | Tête de liste          | Voix      | %         |        |  |
| -------- | -------------- | ---------------------- | --------- | --------- | ------ |  |
|          | BAN (UDSR)     | Georges Mahaman Condat | 125 425   | 40,99     | 1      |  |
|          | PPN-RDA (UDSR) | Hamani Diori           | 82 108    | 26,83     | 1 1    |  |
|          | UDN            | Djibo Bakary           | 74 107    | 24,22     | -      |  |
|          | UNIS (IOM)     | Ikhia Zodi             | 24 345    | 7,96      | - 1    |  |
|          |                |                        |           |           |        |  |
| Inscrits | Inscrits       | Inscrits               | 697 488   | 100,00    | 2      |  |
| Votants  | Votants        | Votants                | 311 361   | 44,64     |        |  |
| Exprimés | Exprimés       | Exprimés               | 305 985   | 98,27     |        |  |